# 戰國無雙 編年史
《戰國無雙 編年史》是由光荣特库摩游戏製作，於2011年2月26日推出的動作戰略遊戲。為《戰國無雙系列》首款登上任天堂3DS新作品，並加入眾多原創要素。

## 遊戲特色
《戰國無雙 編年史》是以日本戰國為題材的《戰國無雙系列》的新作。本作的主要模式「無雙演武」，一改過去以各個知名戰國武將的視點，改為原創主角為出發點的故事。遊戲中玩家將扮演原創主角（男/女），可以自定主角的姓名，參與眾多戰國知名會戰，與熟悉的戰國武將交流互動。

### 成長系統
當玩家在戰鬥中勝利後，會依照戰果給予「功勳」作為獎勵，累積足夠供勳後角色的「階級」就會提升，包括體力、攻擊力等各項能力參數也會隨之成長，有時候還會學到新的動作招式。戰鬥中獲得的武器過關後可以分配給參與戰鬥的武將，如果達成「任務獎勵（ミッションボーナス）」目標時，獲得的武器或道具品質提高。玩家可依自己喜好替武將裝備道具提升能力。武器不會隨著戰鬥成長，不過可以在「雜貨店（よろず屋）」透過「武器鍛造（武器鍛工）」來加以合成強化，將武器與武器或是武器與道具合成在一起，藉以強化基底武器的等級與能力。

### 武將友好度
玩家扮演的主角將和各個日本武將發生劇情故事，中途會有影響友好度的選項。隨著友好度的變化，玩家能獲得的角色、武器等等也不盡相同。

### 改變外觀
玩家也可以在雜貨店中改變主角的外觀，可變更的包括服裝、配色與各部位的防具配件。

### 武將切換
「武將切換（プレイヤーチェンジ）」最多將4名武將利用觸控功能隨時切換，在適當的時機切換適合應對的武將，享受更有戰略性的無雙動作。

### 士氣系統
本作新追加的「士氣系統」為遊戲中很重要的一環，藉由士氣高低來判斷敵人的強弱。敵人士氣高，攻擊力、防禦力、體力都會跟著提高；反之，敵人士氣低，前三項能力也跟著降低

### 追加劇本
「追加劇本」是會透過 N3DS 的「不知不覺通訊（いつの間に通信）」自動下載儲存的劇本，可以在「外傳 將星列傳」中遊玩，讓玩家體驗與本傳不同的多樣化豐富劇情。

### 擦身而過會戰
「擦身而過會戰（すれちがい合戦）」是透過 N3DS 的「擦身而過通訊（すれちがい通信）」自動與其他玩家進行會戰的模式。玩家首先是選出 4 名武將組成軍團，接著設定軍團陣形與獎勵武器。當與其他玩家擦身而過時，就會依照武將能力與陣形屬性分出勝負。一同參與會戰的武將彼此的友好度都會提升，勝利時友好度提升的幅度較大，不論勝負皆可獲得對方設定的獎勵武器。進行擦身而過會戰時，會自動交換紀錄雙方履歷與戰績的「戰歷」，最多可儲存 50 筆。

### 寶物庫
「寶物庫（宝物庫）」是讓玩家閱覽「無雙演武」模式各種完成要素的藝廊模式，可閱覽項目包括已達成要素與主角能力外觀的「戰歷」，各會戰中曾達成的「任務」，曾經歷的「事件」，曾觀賞的「影片」，曾聆聽的「配樂」，以及培育角色與獲得武器道具軍馬戰技的「成長」。

## 戰國無雙 編年史 2nd
編年史2nd不算是全新遊戲，它是以編年史為基準，增加數個新要素的版本，類似主系列的猛將傳，但也無法全記錄繼承，而是以1代的紀錄去增加幾項2nd遊戲初期的優勢。製作人鯉沼久史表示會使用2nd而不是2即為這原因。
以下為幾項要素：
- 新增角色

此部份專門介紹角色，欲知武器情報、奧義字或擅長攻擊類型等，請至戰國無雙系列
| 人物名稱 | 聲優     |
| 藤堂高虎 | 松風雅也 |
| 井伊直虎 | 齊藤佑圭 |
| 柳生宗矩 | 宮崎寬務 |

- 無雙演武的劇本追加，並改為勢力區分化，包含織田氏、豐臣氏、德川氏、真田氏、上杉氏、武田氏、後北条氏、長宗我部氏、毛利氏、今川氏、伊達氏、淺井氏、明智氏以及外傳。
- 新增猛將演武，類似挑戰模式。本傳中移除的角色跟無雙OROCHI系列登場的其他時代日本角色也會在本模式登場（除本願寺顯如、輝夜姬、遠呂智），但依舊不會出現於無雙演武。

| 人物名稱     | 聲優         | 出處作品       |
| 石川五右衛門 | 江川央生     | 戰國無雙       |
| 宮本武藏     | 金子英彥     | 戰國無雙2      |
| 佐佐木小次郎 | 上田祐司     | 戰國無雙2      |
| 源義經       | 織田優成     | 無雙OROCHI系列 |
| 弁慶         | 諏訪部順一   | 無雙OROCHI系列 |
| 平清盛       | 大友龍三郎   | 無雙OROCHI系列 |
| 百百目鬼     | 岡本寬志     | 無雙OROCHI系列 |
| 牛鬼         | 藤本たかひろ | 無雙OROCHI系列 |
| 酒吞童子     | 小西克幸     | 無雙OROCHI系列 |
| 素戔嗚       | 濱田賢二     | 無雙OROCHI系列 |

- 可以自行設定主角樣貌跟聲音。
- 廢除擦身而過會戰。

## 戰國無雙 編年史 3
《戰國無雙》10 周年紀念作品之一，編年史系列正式續作，本作在主要模式「無雙演武」之外，還可體驗 IF 劇本，可藉由提昇與武將的友好度而改變劇本，讓玩家親身感受有別於歷史故事的樂趣,另外都大幅更新了遊戲系統,多項新元素生成。
- 新增多個「IF」假想故事內容
- 遊戲模式「練武館」重新登場
- 引入《戰國無雙4》神速和無雙極意等動作於本作中使用

## 外部連結
- （日語）戰國無雙編年史官方網站 （页面存档备份，存于）
- （日語）戰國無雙編年史2nd官方網站 （页面存档备份，存于）
- （日語）戰國無雙編年史3rd官方網站 （页面存档备份，存于）